# Христина Тирска
Христина Тирска или Христина Болсенска је ранохришћанска мученица и светитељка из 3. века.
Рођена је у граду Тиру у паганској свештеничкој породици. Отац Урбан ју је припремио за иницијацију у паганску свештеницу. У својој 11-тој години доживела је просветљење и прихватила хришћанство. Њен отац је покушавао на сваки начин да је присили да се одрекне хришћанске вере. Чак ју је извео на суд и предао је мукама у тамници. Управо у ноћи када је намревао да је убије, Урбан је умро. Њгова два намесника, Дион и Јулијан, продужили су њено мучење. Њена постојаност у трпљењу и чудеса која су се том приликом дешавала обратили су многе тирске незнабошце у хришћанство. За време мучења Христине и Дион је напрасно умро пред очима окупљеног народа. Његов наследник Јулијан одсекао је Христини груди и језик. Мученица је узела свој језик руком и бацила га у очи Јулијану, после чега је он ослепео. Након тога је посечена мачем.

#### Mолитва која се изговара током прославе свете Христине
"Овчица Твоја Исусе, Христина, зове силним гласом: "Тебе Жениче мој љубим и тражећи Те страдам, и распињем се и сахрањујем у крштењу Твоме. И страдам ради Тебе, да бих царствовала с Тобом, и умирем за Тебе, да бих живела с Тобом. Прими ме као чисту жртву, с љубављу жртвовану за Тебе." Њеним молитвама, као Милостив, спаси душе наше."
Православна црква прославља свету Христину 24. јула по јулијанском календару.